# Rip Kirby
Rip Kirby és una tira còmica estatunidenca creada per Alex Raymond i Ward Greene i el nom del seu protagonista, el detectiu privat Rip Kirby. La tira es va publicar entre el 1946 i el 1999 i va estar en mans de l'artista John Prentice durant més de quaranta anys.

## Història de la publicació
Després de la Segona Guerra Mundial, Raymond no va tornar a treballar en cap de les seves tires còmiques d'èxit anteriors (Flash Gordon,Jungle Jim, Agent secret X-9), sinó que va començar a treballar en una nova tira en la qual l'ex-Marine Rip Kirby torna de la Segona Guerra Mundial i va a treballar com a detectiu privat, de vegades acompanyat de la seva xicota, la model Judith Lynne "Honey" Dorian. (El seu nom de pila i el seu sobrenom van ser manllevats dels noms de les tres filles de Raymond.)
Rip Kirby es va basar en el suggeriment de l'editor de King Features, Ward Greene, va manar que en Raymond proves de fer una tira "de tipus detectiu". Publicada per primera vegada el 4 de març de 1946, la tira va rebre una important promoció pel sindicat, fins i tot incloent art promocional totalment acolorit, una raresa en les promocions de còmics. La tira va tenir èxit, i Raymond va rebre el premi Reuben el 1949.
Durant els anys de Raymond a la tira, les històries van ser escrites inicialment per Ward Greene, i més tard, després de la mort de Greene, per Fred Dickenson. Algunes seqüències també van ser escrites per Raymond. El 1956, Raymond va morir en un accident de cotxe. King Features va necessitar ràpidament un substitut i el va trobar en John Prentice. Dickenson va continuar escrivint la sèrie fins a mitjan dècada de 1980, quan es va veure obligat a retirar-se per motius de salut. Prentice es va fer càrrec, juntament amb altres del guió. Prentice va mantenir la tira fins a la seva pròpia mort el 1999. La tira va acabar amb la jubilació de Rip el 26 de juny de 1999. Prentice va rebre el premi de la National Cartoonists Society Story Comic Strip Award per 1966, 1967 i 1986 pel seu treball a la tira.
Al llarg dels anys de publicació, la tira va comptar amb negres (Ghostwriter) guionistes i dibuixants com, Al Williamson, i Gray Morrow.

## Personatges i història
L'historiador de còmics Don Markstein assenyala com el personatge de Remington "Rip" Kirby es va separar de l’⁣arquetip habitual del detectiu pulp:
| «                             | La circulació va augmentar constantment durant els primers anys de la tira, encara que Rip no era el tipus de detectiu privat al qual estaven acostumats de la ficció pulp. Aquest va fer més reflexionar que punyar, i va fumar una pipa tranquil·lament mentre ho feia. Tenia un assistent fràgil i calb, Desmond (un antic lladre), en lloc d'un company de dos punys. En lloc de continuar amb una sèrie interminable de clients femenins, tenia una núvia estable, Honey Dorian. Per si no n'hi hagués prou, fins i tot portava ulleres! Fins i tot Kerry Drake no es va apartar tan lluny de l'estàndard. Si Rip era més sofisticat i urbà que l'ull privat de ficció mitjà, està bé, perquè va tenir molt d'èxit, tant per a ell com per a la gent que l'escrigué, dibuixava i distribuïa. | » |
| — Don Markstein's Toonopedia, | |   |

## Escriptors i artistes
| Escriptors                                                                                 | Artistes                                                                 | Ajudants | Ajudants                                                                                                   |
| ------------------------------------------------------------------------------------------ | ------------------------------------------------------------------------ | --- | --- |
| - AR Alex Raymond - FB Frank Bolle - FD Fred Dickenson - JP John Prentice - WG Ward Greene | - AR Alex Raymond - AW Al Williamson - FB Frank Bolle - JP John Prentice | - AM Al McWilliams - AW Al Williamson - AT Angelo Torres - BF Bob Fujitani - DA Dan Adkins - FB Frank Bolle | - GE George Evans - GM Grey Morrow - LS Leonard Starr - NA Neal Adams - TB Tex Blaisdell - WB Wayne Boring |

## Recepció
L'escriptor Mike W. Barr va descriure Rip Kirby com una "genial tira detectivesca sindicalitzada". Va afegir: "L'art de Raymond va donar al món poblat per Kirby & co. una exuberant i fluïdesa que les pàgines de còmics mai havien vist".

## Reimpressions
El 1948, les tires de Rip Kirby es van reimprimir als números 51 i 54 del Feature Book de David McKay Publications. El número 51 incloïa una biografia d'Alex Raymond amb una fotografia que el mostrava dibuixant un model sense nom per a Honey Dorian. El 1980, Pacific Comics Club va reimprimir les tires de 1946-1950 en 16 còmics. El 1988, Pioneer va publicar 6 llibres i 2 col·leccions més l'any següent.
Reimpressions publicades internacionalment
Algunes de les tires còmiques de Rip Kirby es van reimprimir a l'Índia com a còmics de la popular sèrie de còmics anomenada Indrajal Comics.
La tira es va publicar en una dotzena de revistes de còmics a l'antiga Iugoslàvia. El 1983, Radio Television of Serbia va produir una sèrie educativa sobre còmics, que incloïa seqüències d'acció en directe amb Nebojsa Krstic com Rip Kirby i Predrag Milinkovic com el seu majordom. Milinkovic va semblar el paper de tal manera que va rebre el sobrenom de Desmond. Del 2011 al 2019, l'editorial croata Fibra va reimprimir la tira completa de 1946-1999 en 19 volums.
Editorial IDW
El 2009, IDW Publishing va començar a reimprimir la tira de Rip Kirby com a part de la seva The Library of American Comics. Els quatre primers volums contenen una reedició completa de les històries de Raymond, inclòs l'últim, acabat per Prentice. El volum 5 continua amb el treball de Prentice.